# کیم هیون-جون
کیم هیون-جون (انگلیسی: Kim Hyun-jun; ۳ ژوئن ۱۹۶۰ – ۲ اکتبر ۱۹۹۹) بازیکن بسکتبال اهل کره جنوبی بود.
وی در مسابقات کشوری و بین‌المللی در مجموع برندهٔ ۵ مدال نقره، ۳ مدال برنز شده‌است.